# Эжерелис
Эжерелис (лит.  Ežerėlis) — город в Каунасском районе Каунасского уезда Литвы, является административным центром Эжерельского староства. Население 1 959 человек (2010 год).

## География
Расположен в 25 км от города Каунаса среди торфяных болот.

## История
Во время Первой мировой войны с лета 1915 года Литва была оккупирована немецкой армией. Немцы стали добывать торф и вывозить его в Германию. Ими был построен небольшой посёлок для разработчиков торфа. После окончания Первой мировой войны до Второй мировой войны входил в состав Литвы. По переписи 1923 года проживало 123 жителя. С 1940 года до 1991 года в составе Литовской ССР, СССР. В 1956 году стал посёлком городского типа в Каунасском районе. С 1991 года в составе Литвы.
В 1933 году была организована начальная школа, с 1956 года — средняя школа. Был построен Дом Культуры. В 1963 году открылась библиотека. В 1997 году открыт Дом престарелых. В 1998 году построен костёл Святого Антония Падуанского (Šv. Antano Paduviečio bažnyčia).

## Население
Население к 1959 году выросло до 2000 человек и стабилизировалось на этом уровне. 99 % населения составляют литовцы.
| Год  | Численность | Численность |
| ---- | ----------- | ----------- |
| 1923 | 132         | [ 1 ]       |
| 1959 | 2200        | [ 1 ]       |
| 1970 | 2100        | [ 1 ]       |
| 1979 | 2100        | [ 1 ]       |
| 1989 | 2151        | [ 1 ]       |
| 2001 | 2037        | [ 2 ]       |
| 2002 | 2044        | [ 2 ]       |
| 2003 | 2067        | [ 2 ]       |
| 2004 | 2055        | [ 2 ]       |
| 2005 | 2041        | [ 2 ]       |
| 2006 | 2002        | [ 2 ]       |
| 2007 | 1985        | [ 2 ]       |
| 2008 | 1967        | [ 2 ]       |
| 2009 | 1926        | [ 2 ]       |
| 2010 | 1902        | [ 2 ]       |
| 2011 | 1820        | [ 1 ]       |
| 2012 | 1738        | [ 2 ]       |
| 2013 | 1655        | [ 2 ]       |
| 2014 | 1627        | [ 2 ]       |
| 2015 | 1645        | [ 2 ]       |
| 2016 | 1649        | [ 2 ]       |
| 2017 | 1647        | [ 7 ]       |
| 2018 | 1643        | [ 2 ]       |
| 2019 | 1629        | [ 2 ]       |
| 2020 | 1580        | [ 2 ]       |
| 2021 | 1640        | [ 1 ]       |
| 2022 | 1602        | [ 2 ]       |
| 2023 | 1583        | [ 2 ]       |

## Экономика
Основная отрасль — добыча торфа (в 1956 году было добыто 220000 тонн).

## Этимология названия
Считается, что название происходит от названия соседнего торфяного болота.

## Герб города
Герб Эжерелиса утвержден 4 мая 2006 года. Автор рисунка герба — Роландас Римкунас (Rolandas Rimkūnas). В серебряном щите изображены три веточки с ягодами клюквы. Серебряный щит символизирует озеро (в переводе с литовского «эжерелис» — «озерцо»).

## Галерея

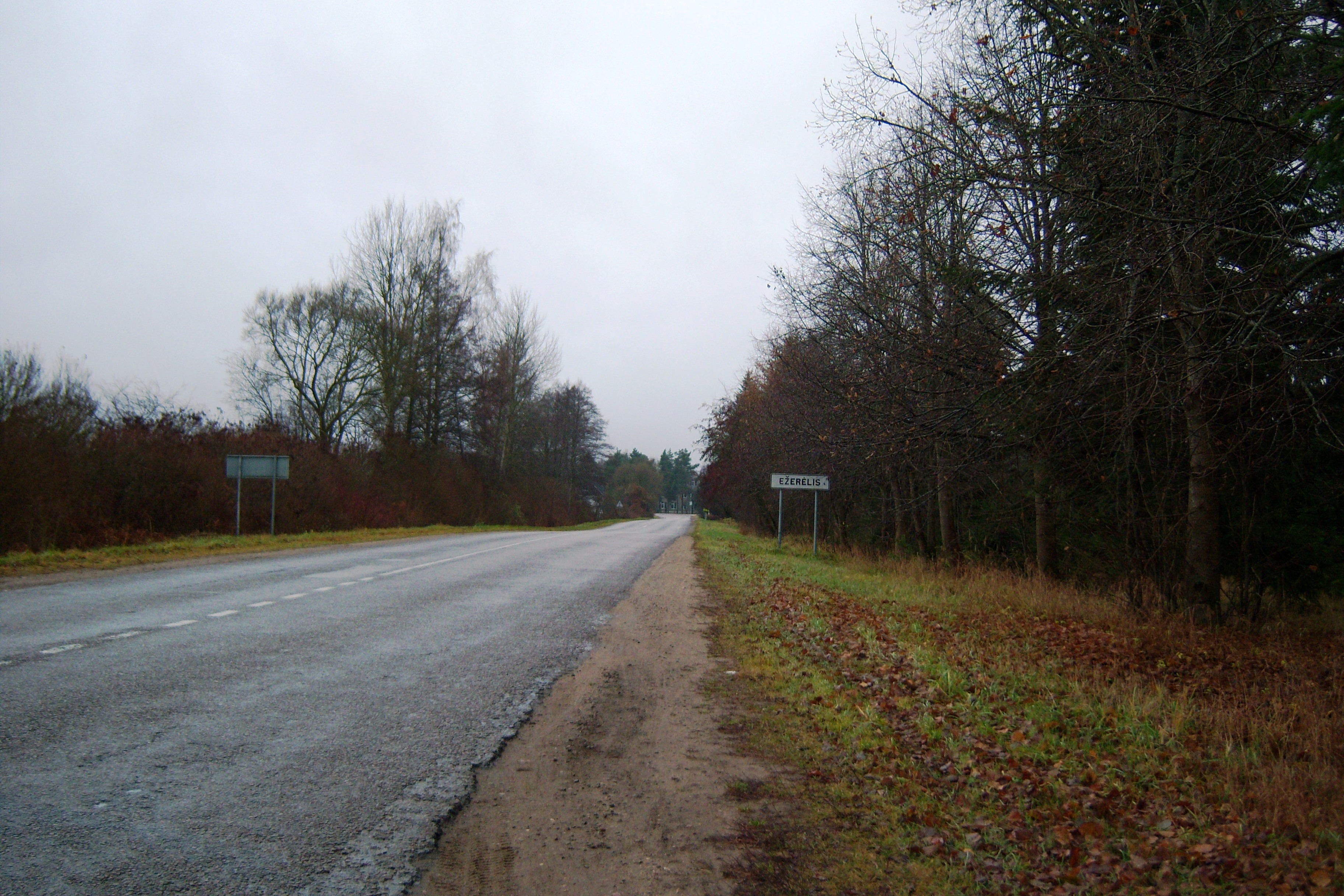
Въезд в Эжерелис
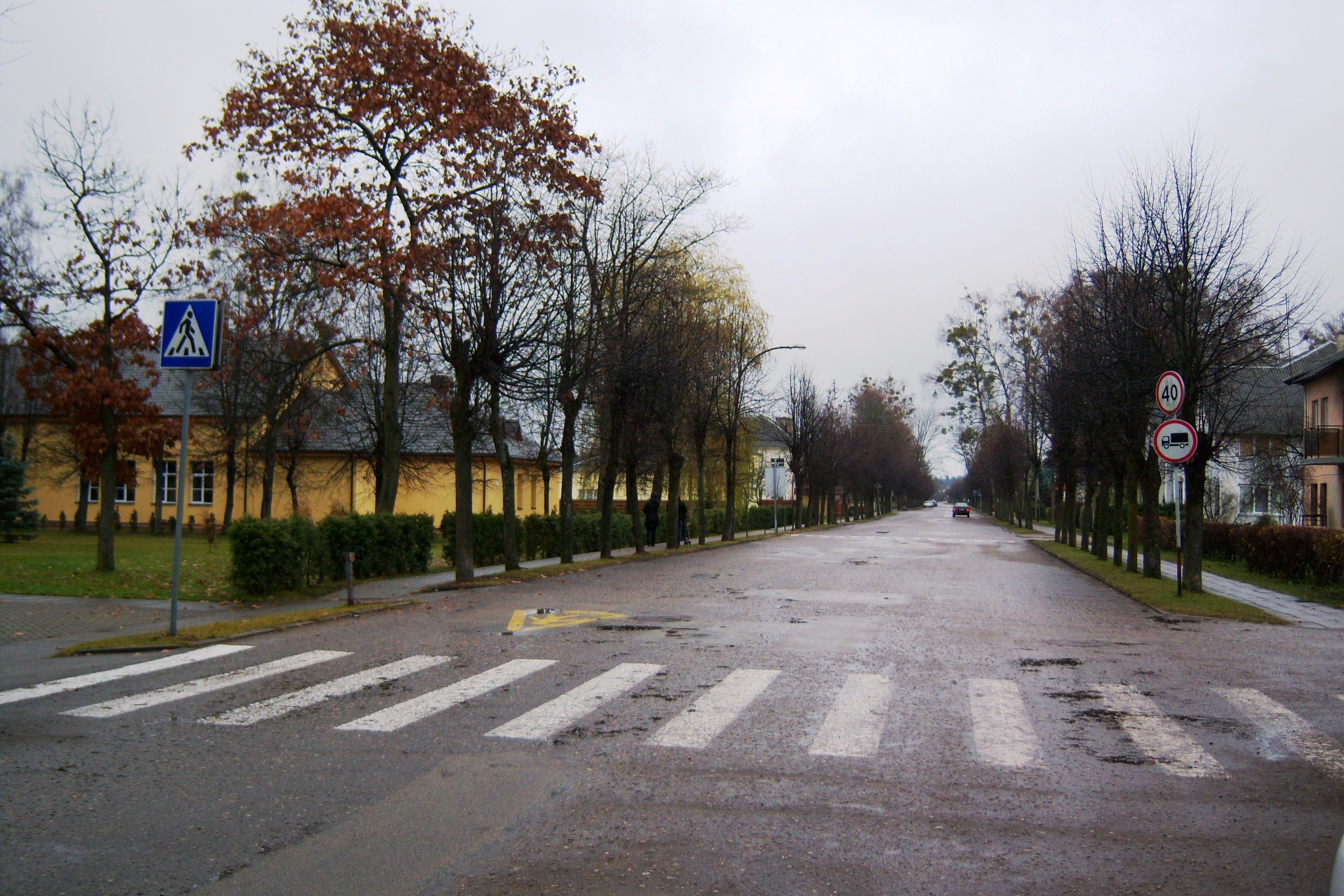
В центре города
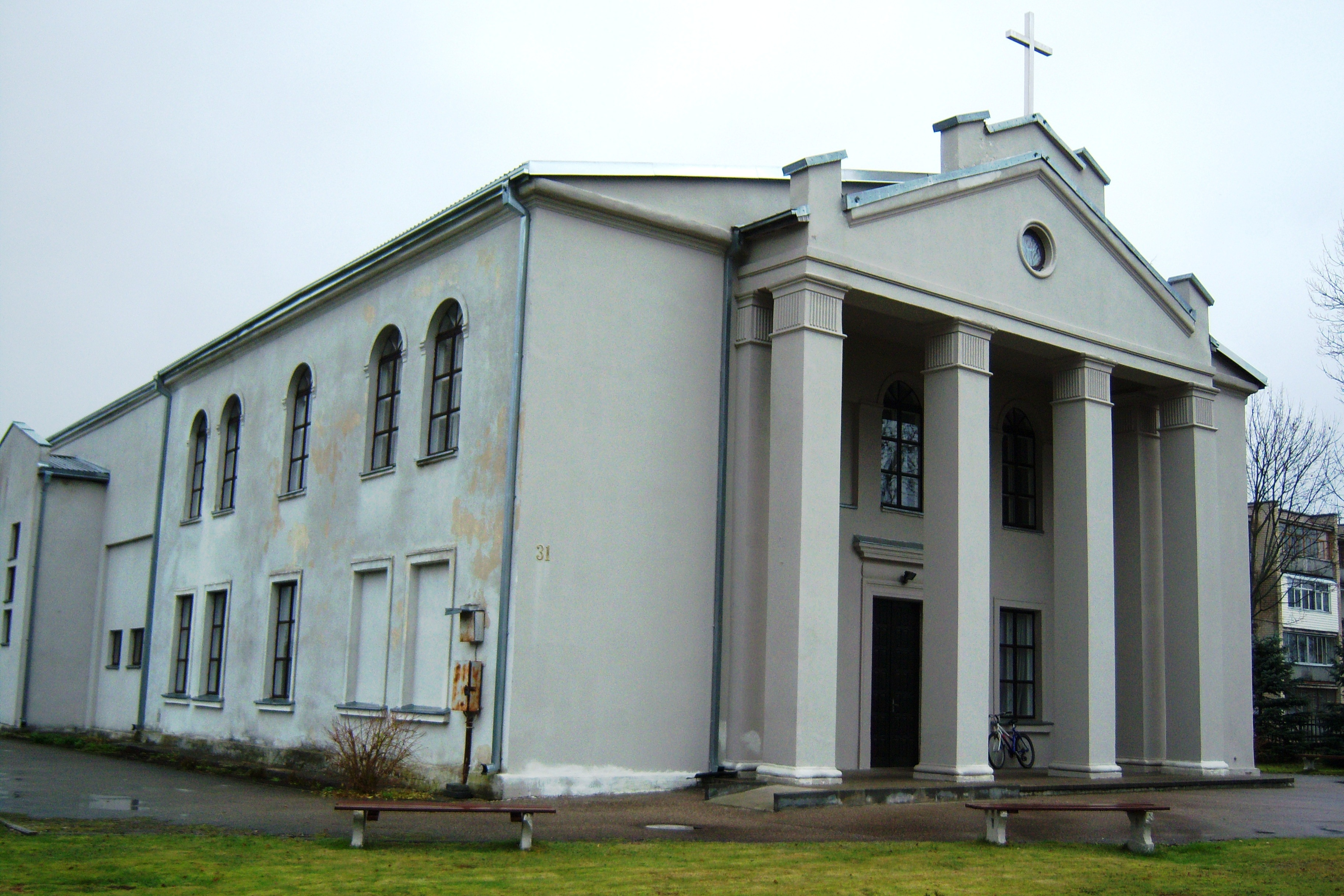
Костёл святого Антона Падунского
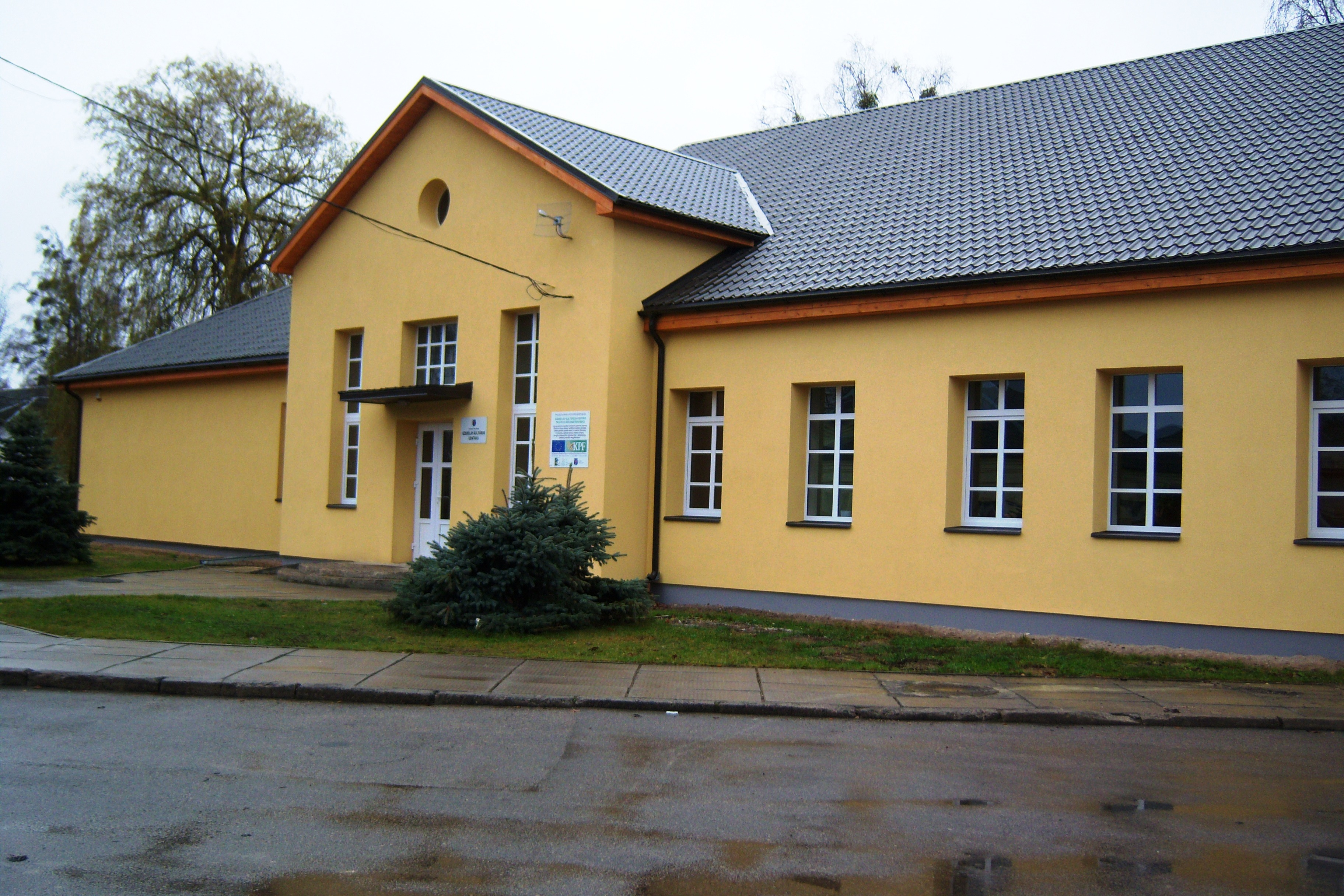
Дом культуры
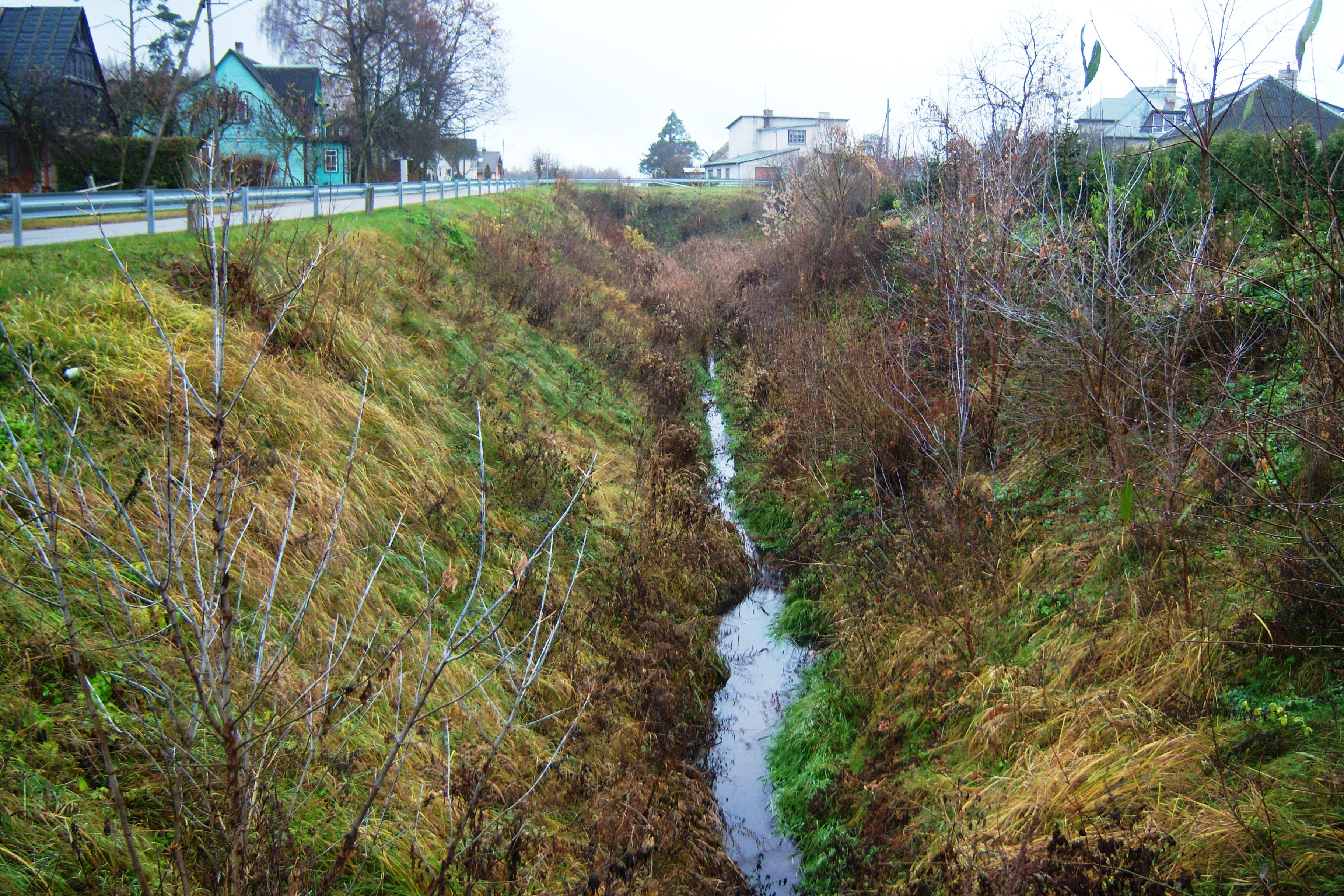
Ручей
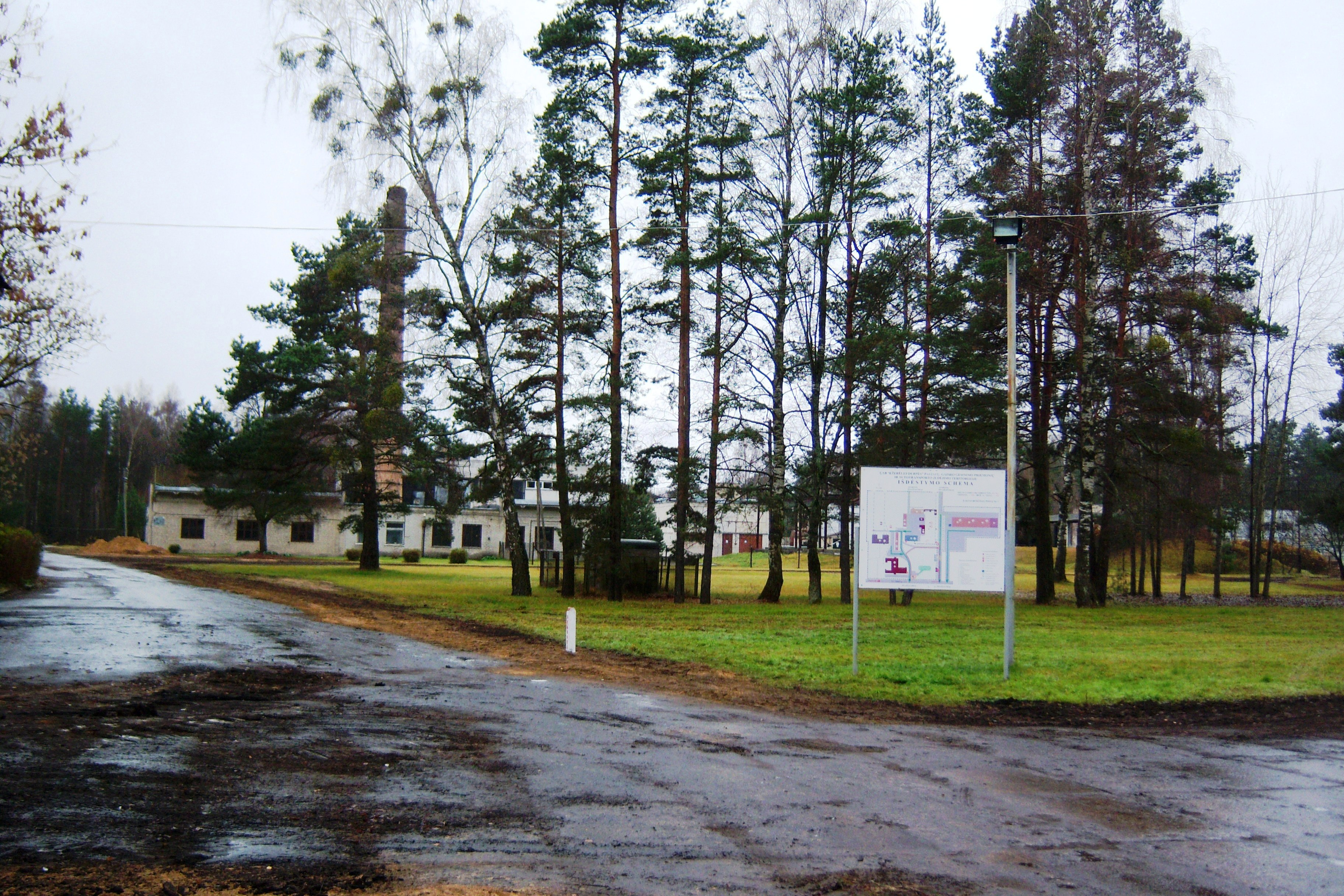
Торфопредприятие
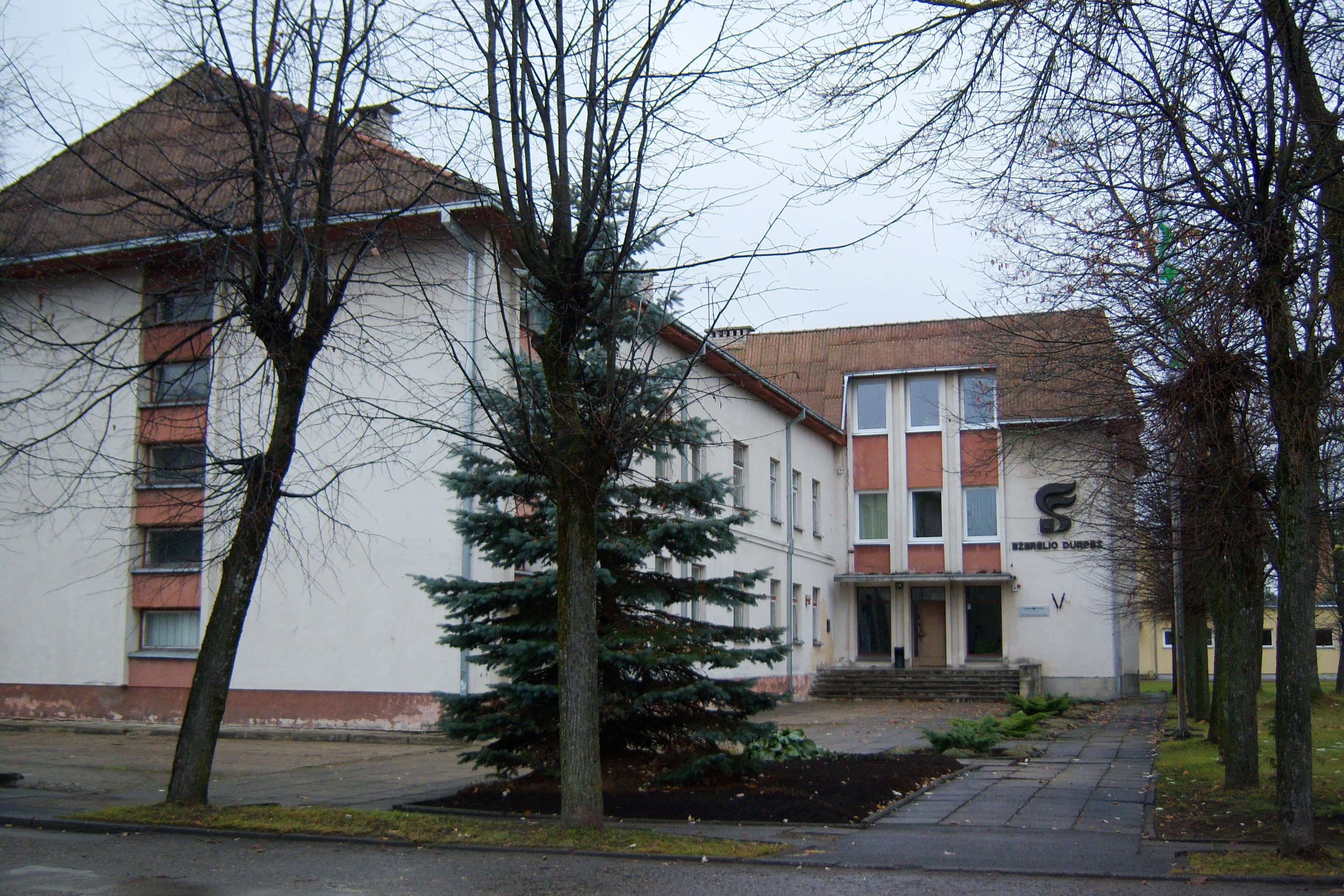
Торфопредприятие, здание правления
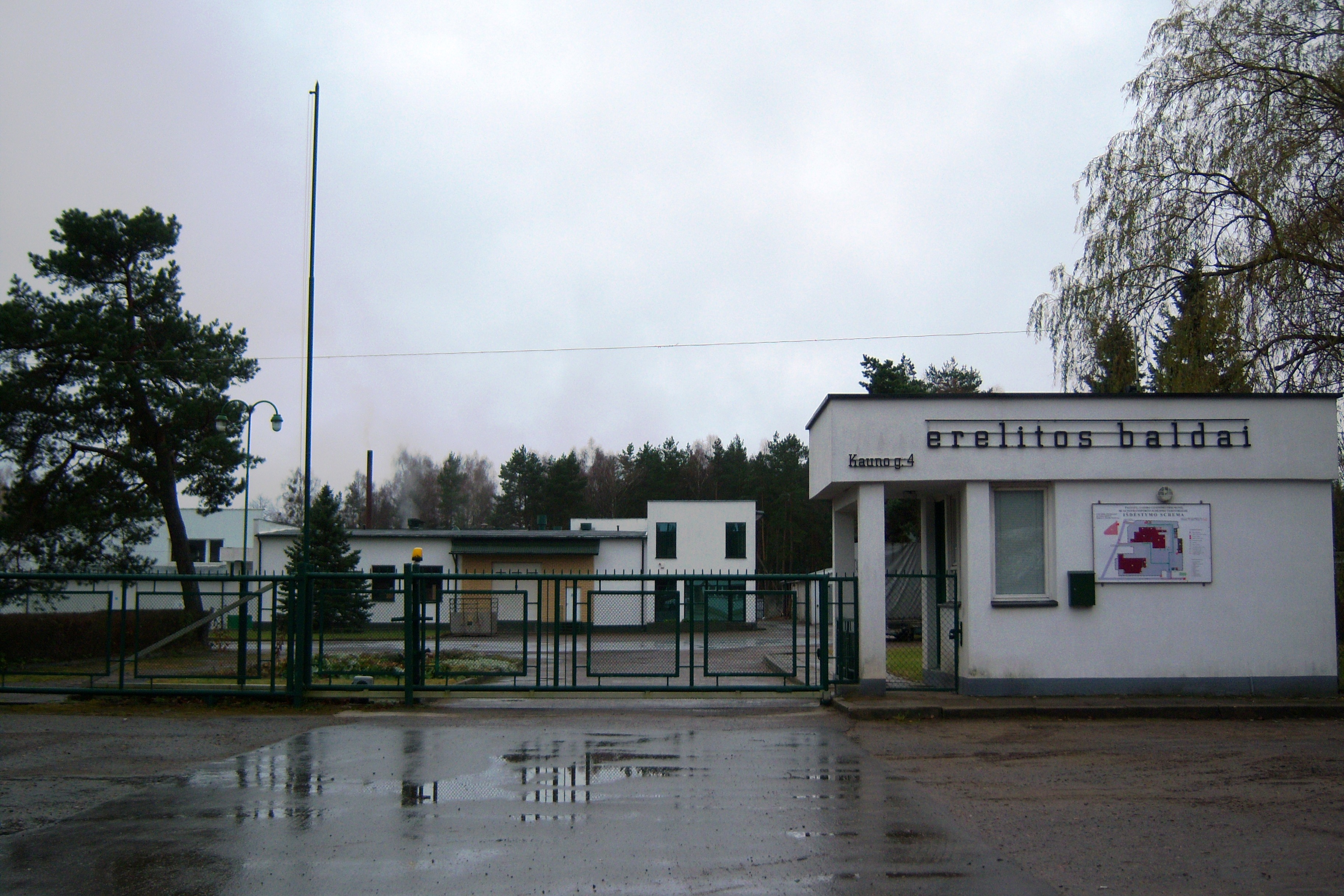
Мебельная фабрика